# Пітьєгуа
Пітьєгуа (ісп. Pitiegua) — муніципалітет в Іспанії, у складі автономної спільноти Кастилія-і-Леон, у провінції Саламанка. Населення — 212 осіб (2010).
Муніципалітет розташований на відстані близько 170 км на північний захід від Мадрида, 20 км на північний схід від Саламанки.
З історичного надбання є церква, згадка про заснування сягає 12-13 століть.

## Демографія
Динаміка населення (INE ):

## Зовнішні посилання
- Провінційна рада Саламанки: індекс муніципалітетів
- Посилання на Google Maps